# Convención Nacional Demócrata de 2008
La Convención Nacional Demócrata de 2008 fue la convención de nominación presidencial de los Estados Unidos del  Partido Demócrata. Se llevó a cabo entre el lunes 25 de agosto y el jueves 28 de agosto de 2008, en Denver, estado de Colorado. (La Convención Nacional Republicana de 2008 dio comienzo cuatro días después, en St. Paul, Minnesota).
Esta es la fecha más tardía en que se ha efectuado la convención Demócrata. Históricamente, cuando el partido Republicano ocupa la presidencia del país, los Demócratas hacen su convención en julio, y viceversa. Según el Comité Nacional Demócrata, se escogió la semana del 25 de agosto para que tuviera lugar después de finalizados los Juegos Olímpicos de Pekín 2008 y para "maximizar el momentum para la fórmula presidencial Demócrata en los meses finales de la elección presidencial".
Una lista detallada de los candidatos puede ser encontrada en
Una descripción del proceso de nominación puede ser encontrada en 

## Participantes
La presidenta de la Cámara de Representantes Nancy Pelosi fue nominada para ocupar la presidencia de la convención. La gobernadora de Kansas Kathleen Sebelius, la senadora de Texas Leticia Van de Putte, y la alcaldesa de Atlanta Shirley Franklin, fueron nominados permanentes para acompañar a Nancy Pelosi.

## Reglas
El 2 de febrero de 2007, el partido Demócrata publicó su Llamada a la Convención, que consiste en las reglas de gobierno de la convención. Había 3,253 delegados designados por voto, seleccionados por votos primarios y asambleas participantes, y 794 delegados no designados por voto, coloquialmente conocidos como superdelegados, constituidos por miembros del comité de Partido Demócrata, miembros demócratas del congreso, gobernadores y otros figuras prominentes en el partido. El número final de superdelegados se supo a partir del 1 de marzo. Una lista de superdelegados puede ser encontrada aquí.
Los "Delegados Prometidos" son asignados entre los estados en proporciones directas a la cantidad de los votos de cada estado dados al candidato Demócrata en las  últimas tres elecciones presidenciales y el porcentaje de votos que cada estado tiene en el "colegio electoral". Adicionalmente, un número de delegados convenidos son asignados para Puerto Rico, Samoa Americana, Guam, las Islas Vírgenes de los Estados Unidos, y los demócratas en el extranjero. Bajo las reglas de la selección de delegados, los delegados son concedidos vía representación proporcional con un umbral del 15% de votos en un estado para poder recibir a los delegados.  Además, la población de delegados debe reflejar la distribución étnica de un estado, y al menos un 50% de los delegados deben de ser mujeres.

## Instalación

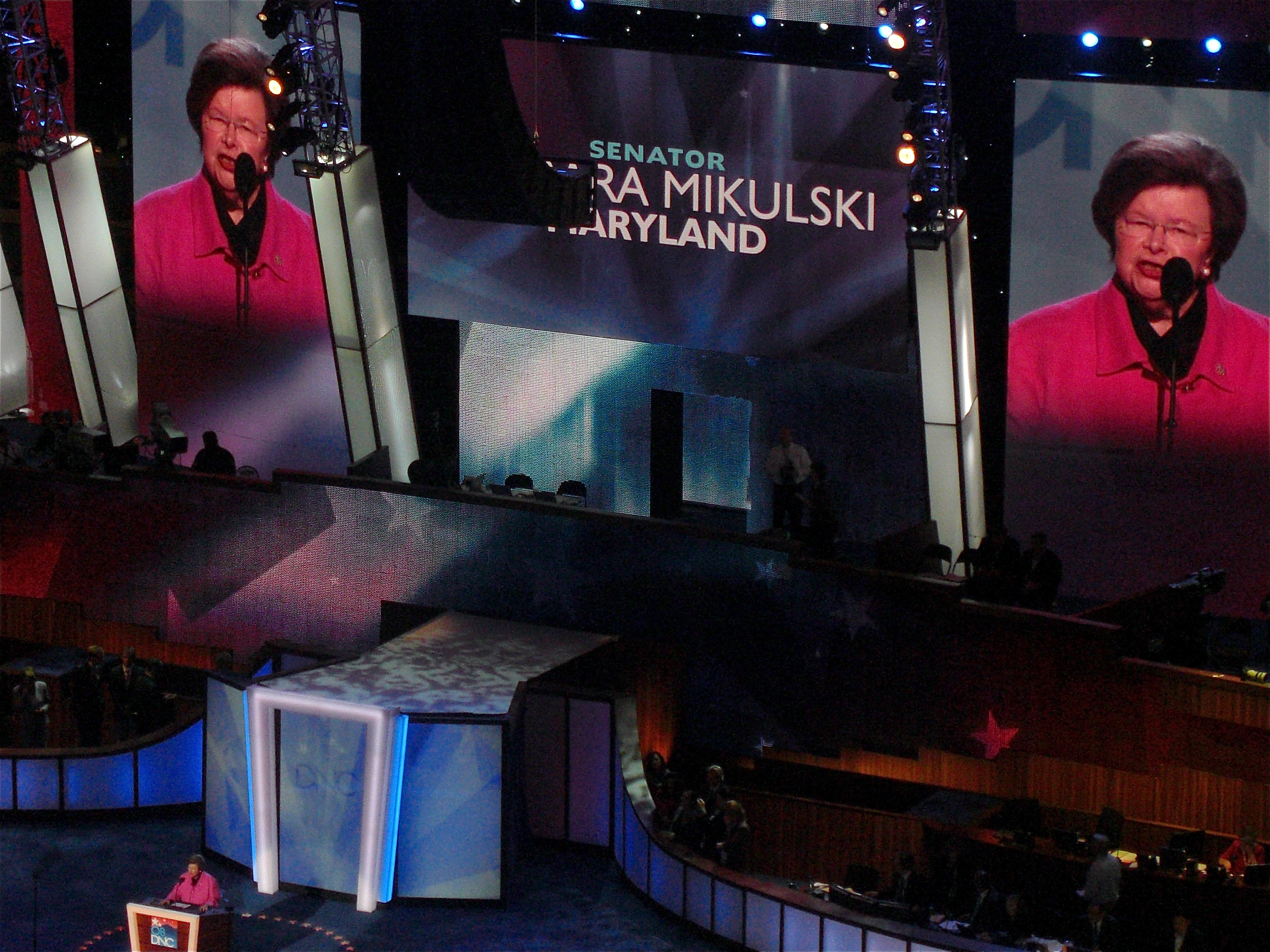
Barbara Mikulski en el segundo día de la convención.

La convención se fue celebrada en el Pepsi Center de Denver, en lo que fue el primer centenario desde la última convención Demócrata en 1908 realizada en Denver; William Jennings Bryan fue nominado como el candidato presidencial, perdiendo después por una centésima contra William Howard Taft.  Las convenciones del Partido Libertario y el Partido Verde ya tuvieron lugar en Denver, y el partido Libertario tendrá su convención de 2008 allí también, entre el 22 y el 26 de mayo.

### Selección del sitio
A finales de noviembre de 2005, 35 ciudades fueron invitadas por el Comité Nacional Demócrata para albergar la convención de 2008: Atlanta, Baltimore, Boston, Charlotte, Chicago, Cleveland, Dallas, Denver, Detroit, Houston, Indianápolis, Kansas City, Las Vegas, Los Ángeles, Memphis, Miami, Milwaukee, Minneapolis/St. Paul, Nashville, Nueva Orleans, Nueva York, Orlando, Filadelfia, Phoenix, Pittsburgh, Portland, St Louis, Sacramento, Salt Lake City, San Antonio, San Diego, San Francisco, Seattle, y Washington D. C..
Once ciudades originalmente aceptaron la invitación para albergar la convención en enero de 2006: Anaheim, Dallas, Denver, Detroit, Las Vegas, Minneapolis/St. Paul, Nueva Orleans, Nueva York, Orlando, Phoenix, y San Antonio. Un pedido formal de la propuesta fue enviado a las ciudades que participaban de febrero 27 y el plazo para que las ciudades respondieran fue el 26 de mayo del 2006.
Solo tres ciudades enviaron sus propuestas para albergar la convención: Denver, Minneapolis/St. Paul y Nueva York. (Nueva Orleans se salió el 12 de julio). Las ciudades fueron examinadas por 10 miembros técnicos del comité en junio del 2006. El 27 de septiembre, los Republicanos anunciaron que ellos tendrían su convención nacional de 2008 en St. Paul, quitando a St. Paul de consideración para los Demócratas, y dejando a Denver y Nueva York como potenciales ciudades anfitrionas. A pesar de la dura presión por parte de Nueva York , luego el alcalde republicano Michael Bloomberg dijo que la ciudad carecía de fondos para poder llevar a cabo la convención. Denver fue escogida como la ciudad anfitrión el 11 de enero de 2007. Una convención en Denver fue lo más obvio para los Demócratas para poder ganar votos entre los estados conocidos como "purpuras del oeste": Arizona, Colorado, Nevada y Nuevo México.

### Preparaciones
Todo el trabajo que se necesitó para preparar el "Pepsi Center" para la convención tuvo un costo de 15 millones de dólares. Además, se construyó a 20 438 m². El edificio temporal que albergó a los representantes de los medios de comunicación fue construido adyacente al Pepsi Center.